# Uber
Uber Technologies Inc. (fazendo negócios como Uber) é uma empresa multinacional americana,  prestadora de serviços eletrônicos na área do transporte privado urbano, através de um aplicativo de transporte que permite a busca por motoristas baseada na localização, em inglês e-hailing, oferecendo um serviço semelhante ao tradicional táxi. É conhecido popularmente como serviços de "carona remunerada".
A empresa tem sede em São Francisco, Califórnia, e opera em aproximadamente 70 países e 10 500 cidades em todo o mundo. É a maior empresa de compartilhamento de viagens do mundo, com mais de 150 milhões de usuários ativos mensais e 6 milhões de motoristas e entregadores ativos. Facilita uma média de 28 milhões de viagens por dia e facilitou 47 bilhões de viagens desde sua criação em 2010. Em 2023, a empresa teve uma taxa de comissão (receita como porcentagem das reservas brutas) de 28,7% para serviços de mobilidade e 18,3% para entrega de alimentos.

## História

Travis Kalanick fundador e Ex-CEO do Uber.

Fundada em 2009 por Garrett Camp e Travis Kalanick, a proposta inicial do Uber era ser um serviço semelhante a um táxi de luxo, oferecendo carros como Mercedes S550 e Escalade na cidade de São Francisco (Califórnia). O aplicativo foi lançado em 2010 para Android e iPhone. Ele foi um dos pioneiros no conceito de E-hailing.
Em 2010 e 2011, o Uber recebeu quase 50 milhões de dólares em investimentos feitos por investidores-anjo e venture capitalists.
Em 2012 a empresa expandiu os serviços para Londres e iniciou testes de incluir a requisição de táxis convencionais através do aplicativo em Chicago. No mesmo ano, passou a oferecer táxi aéreo por helicóptero entre a cidade de Nova Iorque e Hamptons por 3000 dólares.
Em 2015 o Uber recebeu uma nova rodada de investimento, da qual a Microsoft fez parte, o que fez seu valor de mercado subir a US$ 51 bilhões.
Em maio de 2019, próximo à sua oferta pública inicial, a Uber era avaliada em 120 bilhões de dólares por analistas de mercado. No dia 9 de Maio de 2019, a Uber iniciou a venda das suas ações na New York Stock Exchange, sendo avaliada em 82 bilhões de dólares.

## Estrutura
Os motoristas Uber não cobram diretamente por carona, mas recebem uma remuneração diretamente da empresa, que observa na formação de seus preços a relação de oferta de motoristas conforme a demanda dos usuários e baseando-se também na duração e distância da corrida, o que permite uma alocação mais inteligente - e econômica - do transporte urbano, essa alocação inteligente é a base de lucros da empresa. Atualmente, novas formas de mobilidade estão a ser estudadas, tais como serviço de transporte sem motorista ou mesmo através de carros voadores.

## E-hailing

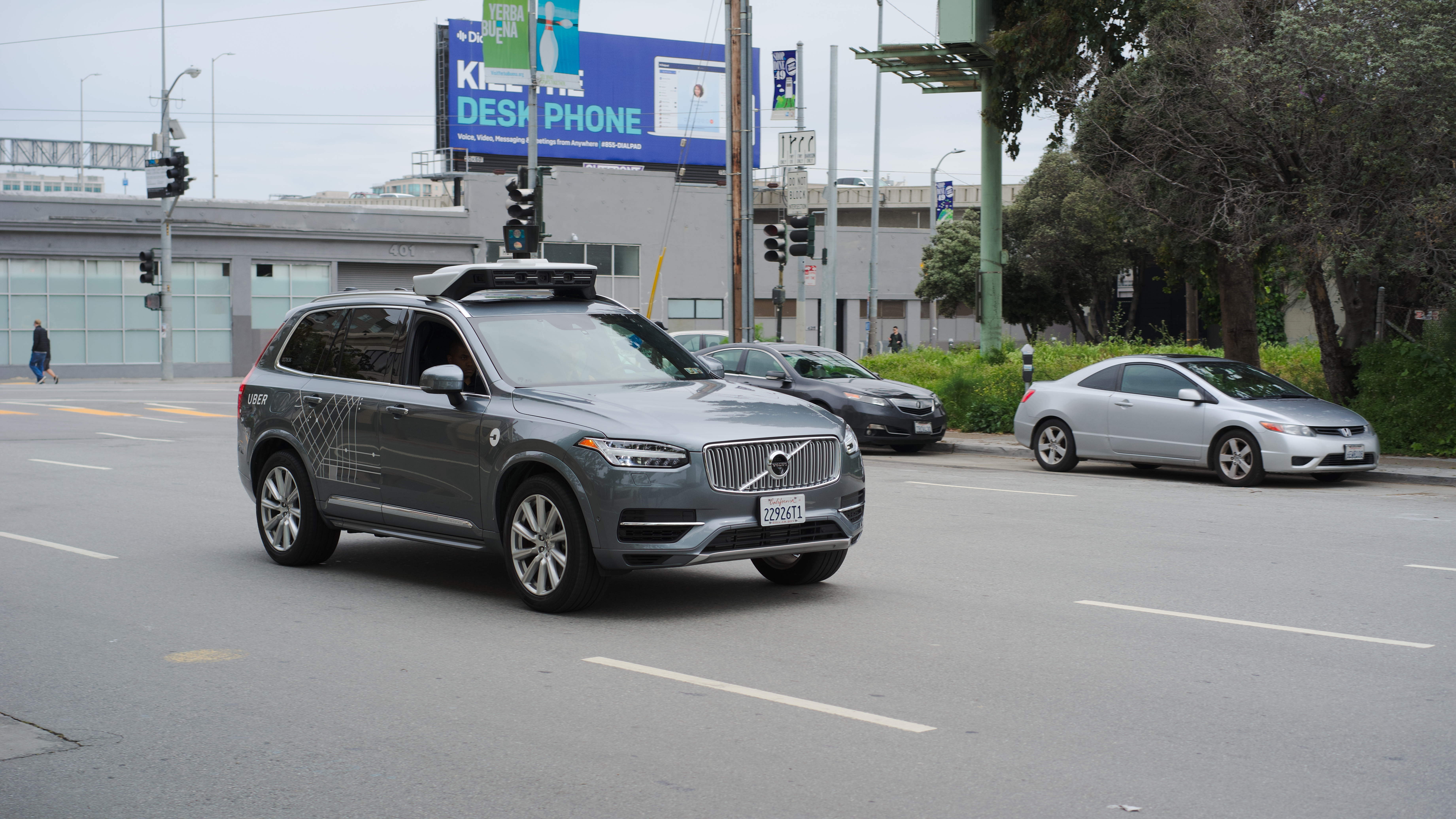
Veículo autônomo do Uber.

E-hailing é o ato de se requisitar um táxi através de um dispositivo eletrônico, geralmente um celular ou smartphone. Ele substitui métodos tradicionais para se chamar táxis, como ligações telefônicas ou simplesmente esperar ou ir à busca de um táxi na rua.
O E-hailing oferece várias vantagens em relação às maneiras tradicionais de pedir por táxis:
- Facilidade no pagamento: armazena-se informações de cartão de crédito no aplicativo, não necessitando de máquinas leitoras sem fio no táxi
- Rapidez: enquanto empresas de táxi tradicionais não possuem informações precisas e em tempo real da localização de seus funcionários, o uso de aplicativos de e-hailing pelo taxista ou motorista permite que o aplicativo tenha informações de GPS em tempo real. Assim, chama-se automaticamente o táxi mais próximo, reduzindo o tempo de espera.
- Custo: os custos de se manter um aplicativo de e-hailing são muito menores que os de se manter uma empresa tradicional de táxi, possibilitando grande redução nos preços cobrados.

## Presença internacional

### Portugal
A Uber opera em Portugal desde 2014, em Lisboa, Porto e a região do Algarve com um serviço de veículos de gama alta e um modelo low-cost. A sua chegada ao país não foi bem recebida pelos taxistas, à semelhança do que aconteceu noutros países.
Em abril de 2015, e em resposta à providência cautelar interposta pela Associação Nacional dos Transportes Rodoviários em Automóveis Ligeiros (ANTRAL), que acusava a empresa americana de violar as regras de acesso e exercício da atividade e de concorrência, o Tribunal Cível de Lisboa decretou o encerramento do seu site. O site continua operacional, mas o seu acesso utilizando provedores de internet portugueses está vedado.
No dia 10 de outubro de 2016 mais de 6 mil taxistas saíram à rua em protesto contra esta plataforma, tendo havido grandes desacatos, inclusive, um condutor da Uber chegou a ver o seu carro apedrejado. Esta foi a maior manifestação de sempre de táxis contra esta plataforma. Uma vez que foi oficializado no país pela Lei n.º 45/2018, de 10 de agosto em Portugal, o Uber agora opera em 18 localidades portuguesas como Braga, Coimbra, Évora, Lisboa, Porto, Viseu e em todo Algarve.
Vários motoristas da Uber não falam sequer a língua do país em que se encontram, incluindo Portugal, e não percebem a morada de destino. A Uber é campeã no que respeita a reclamações de passageiros, devido ao comportamento insultuoso e agressivo de vários dos seus motoristas.

### Brasil

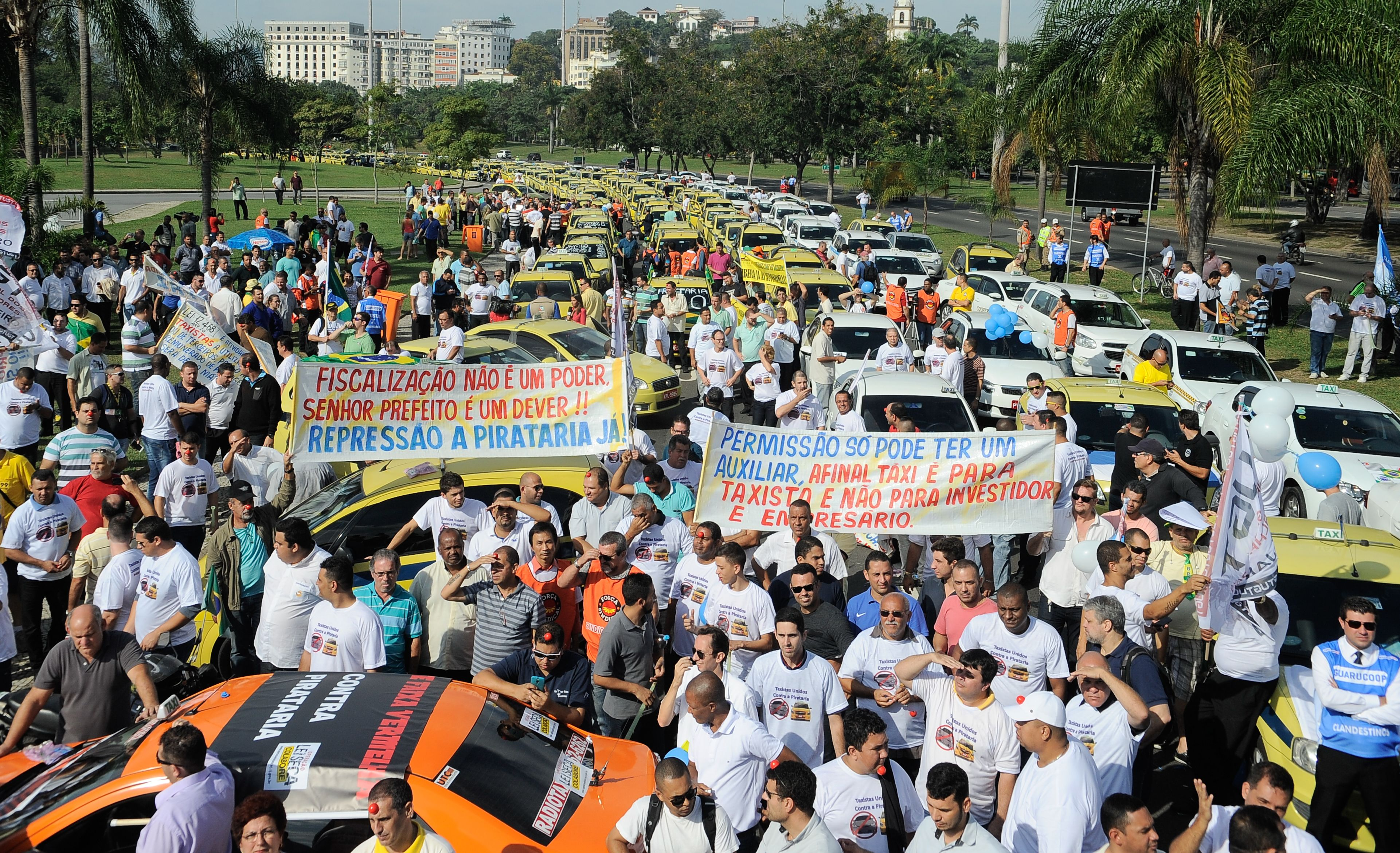
Protesto contra a chegada do Uber na cidade do Rio de Janeiro em 2014.

A primeira cidade a receber o Uber no Brasil foi o Rio de Janeiro, em maio de 2014, seguida de São Paulo, no final de junho do mesmo ano, onde foi inaugurado pela modelo brasileira Alessandra Ambrosio. Em seguida, foi a vez de Belo Horizonte receber o Uber, em setembro de 2014. Em janeiro de 2016 o Uber começou a operar em Campinas, sendo a primeira cidade do interior a receber esse serviço, seguida pela Baixada Santista que opera desde fevereiro de 2016. Em 29 de janeiro de 2016 passou a operar também em Goiânia. Em 18 de março o Uber chegou a Curitiba.
No dia 28 de abril de 2015 a Justiça de SP determinou a suspensão liminar do aplicativo Uber no Brasil, contudo em 4 de maio de 2015 a liminar foi revogada. Voltando a ser novamente suspensa pela Câmara de São Paulo no dia 30 de junho de 2015. Em 10 de maio de 2016, o prefeito Fernando Haddad assinou um decreto regularizando o Uber na Capital.
Até outubro de 2016, o Uber estava presente nas cidades de Natal, Belo Horizonte, Brasília, Campinas, Campo Grande (esta não regulamentado), Cuiabá, Curitiba, Fortaleza, Maceió, Goiânia, Porto Alegre, Recife, Rio de Janeiro, Salvador, Grande São Paulo, Jundiaí, Londrina, Uberlândia, Vitória, Sorocaba. Em 10 de novembro de 2016, começou a operar em Juiz de Fora e, em 25 de Novembro de 2016, em Cuiabá.
O mês de Dezembro foi marcado pelo início das operações em várias cidades, como Campos dos Goytacazes, Montes Claros, Joinville, Blumenau, Aracaju, Uberaba e Região dos Lagos
Em  2017 o serviço chegou em Belém, em 8 de fevereiro de 2017. Em Manaus, o serviço foi disponibilizado oficialmente em 12 de abril de 2017.
Nesse mesmo ano, também em abril, a Uber iniciou suas atividades em São Luís. Em Pelotas e em Rio Grande cidades do sul do Rio Grande do Sul o serviço foi disponibilizado às 14h do dia 18 de agosto de 2017.
No dia 9 de março de 2018 o serviço chegou até as duas principais cidades do centro-oeste paulista Bauru e Marília. E, em 16 de março de 2018, na região noroeste do estado na cidade de Araçatuba.
O Brasil é o segundo maior mercado da Uber, atrás apenas dos Estados Unidos.
Em 20 de abril de 2022, a empresa de transporte via aplicativo, Uber, fechou uma parceria com a Transamérica para realização do programa Rádio Uber. Um programa que visa aproximar o motorista e as novidades que acontecem na plataforma e assuntos que envolvam o motorista, além de tocar música e ter dicas de segurança e finanças. O programa pode ser ouvido no Rio de Janeiro e outras seis capitais: São Paulo , Belo Horizonte, Brasília, Recife, Curitiba e Salvador, de segunda à sexta das 14h a´s 14h30 horário de Brasília.

## Controvérsias

### Táxis e licenciamento
Por oferecer um serviço análogo aos táxis, mas ao cobrar menos que uma empresa com frota de táxi tradicional, o Uber despertou preocupação e críticas da indústria de táxis ao redor do mundo. É comum que o trabalho de taxista seja regulamentado por algum órgão do governo, com licenças que podem custar caro. No caso do Brasil, pelo número de licenças ser limitado e a demanda ser alta, existe um mercado informal de aluguel de licenças que movimenta atualmente muito dinheiro. Os sindicatos de taxistas alegam que a empresa estaria violando a legislação nacional que regulamenta a profissão e preparam protestos contra a empresa. Com a chegada do aplicativo, os atuais locatários das placas poderiam simplesmente se cadastrar no serviço sem ter que pagar mais este valor mensal. Segundo a própria empresa, o aplicativo promete gerar 30 mil novos empregos no Brasil até o final de 2016. Em 2015, o Uber contava com 5 mil profissionais credenciados.

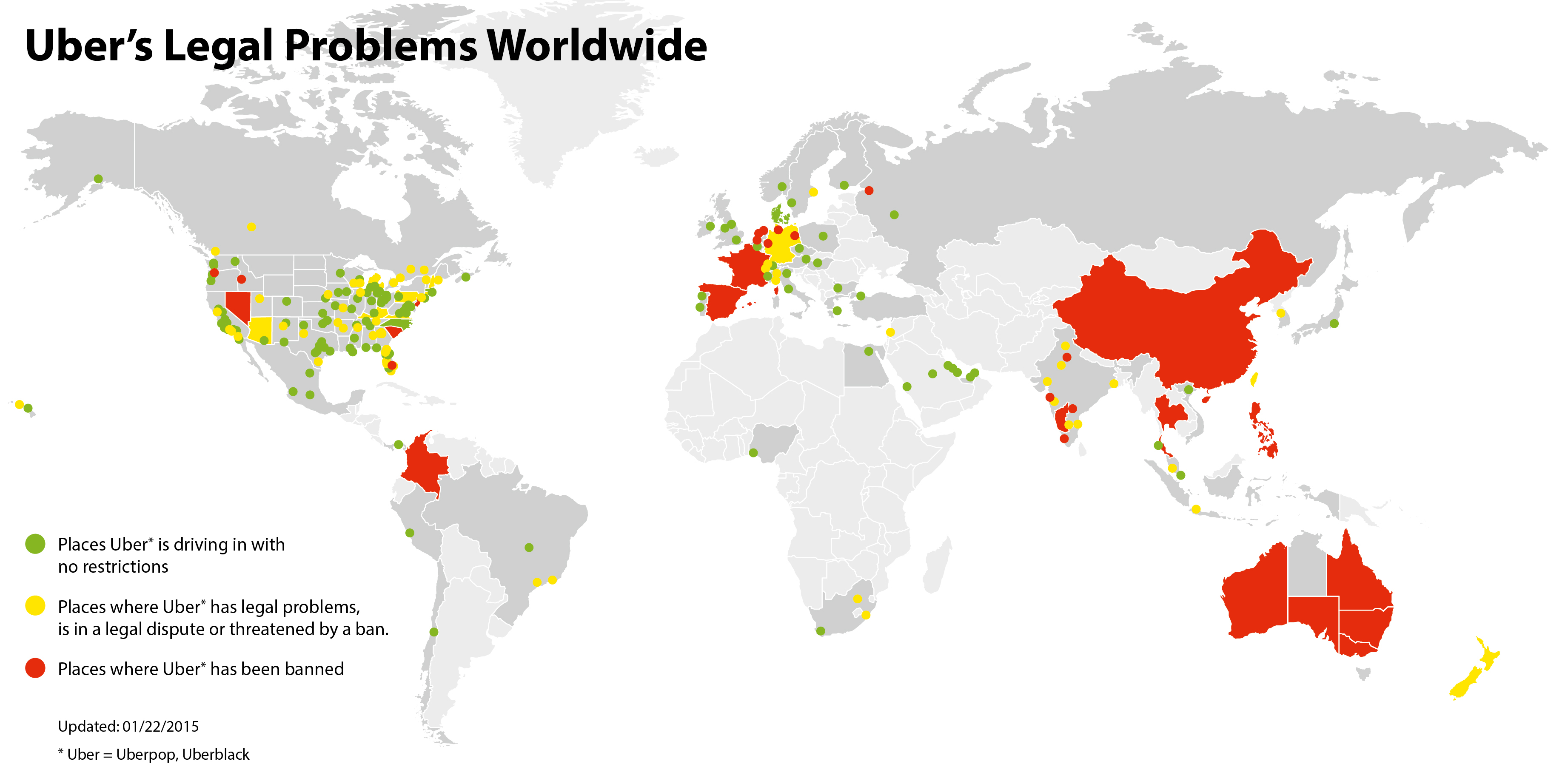
Mapa de distribuição das cidades atendidas e de restrições legais do Uber

A indústria argumenta que o Uber estaria agindo de maneira ilegal ao cobrar por corridas sem ter a licença apropriada para tal. Em maio de 2011, a empresa recebeu uma notificação judicial do departamento de trânsito da cidade de São Francisco com essa mesma acusação. Em 2012, um órgão do estado da Califórnia multou o Uber e outras empresas do ramo em 20 mil dólares cada. Episódios semelhantes ocorreram em vários locais nos Estados Unidos, como a cidade de Nova Iorque e o estado da Virgínia. À medida que a rede do Uber se expande, problemas análogos ocorrem ao redor do mundo. Em maio de 2014, vários motoristas Uber da Austrália foram multados por não ter a licença de táxi, e no Canadá o Uber foi acusado de violar 25 leis municipais no final de 2012. Na cidade do México a empresa será obrigada a pagar impostos de licenciamento de veículos, e os motoristas não poderão receber a corrida diretamente dos passageiros, o pagamento passará por uma central.
Uma das polêmicas quanto à diferença entre Uber e táxis é que para ser um motorista da Uber, bastaria cadastrar-se seguindo uma lista de exigências de segurança. Estas exigências são questionadas nos Estados Unidos, já que acusados de assassinato, violação infantil e assalto conseguiram se cadastrar como motoristas do aplicativo em São Francisco e Los Angeles. A empresa alega que faz a checagem de antecedentes dos últimos sete anos da vida do motorista.
Ainda nos EUA, em 2019 e 2020, a empresa recebeu quase 4 mil denúncias de agressão sexual grave a mulheres  pelos seus  motoristas, que no entanto em 2022 continuam a trabalhar para a empresa. Os processos judiciais seguem-se uns aos outros.

### Alegações de assédio sexual dentro da empresa
Em 19 de fevereiro de 2017, a ex-engenheira Susan J. Fowler fez alegações de assédio sexual contra um superior e foi ameaçada de demissão caso comunicasse o incidente. Pelo menos outro gerente, Thuan Pham, tinha conhecimento das alegações de Susan o incidente, mas fez nada. É alegado que o próprio diretor executivo da empresa, Travis Kalanick, tinha conhecimento dos assédios sexuais dentro da empresa. A Uber contratou Eric Holder, antigo procurador-geral dos Estados Unidos para investigar as queixas. Arianna Huffington também participou das investigações.
Em 27 de fevereiro de 2017, Amit Singhal, então Primeiro Vice Presidente de Engenharia, foi forçado a demitir-se após ser revelado que ele não contou à empresa sobre um processo judicial de assédio sexual contra ele enquanto trabalhava na Google como vice presidente na Google Search. Outras pessoas em cargos importantes também foram demitidas ou renunciaram aos seus cargos, incluindo o vice-presidente de produto e crescimento e o primeiro vice-presidente de negócios. No dia 6 de junho, a Uber anunciou que pelo menos 20 pessoas haviam sido demitidas por causa da investigação. O jornalista do The New York Times, Farhad Manjoo, acreditava que o evento poderia transformar a cultura de trabalho em empresas de tecnologia. Analistas acreditam que as alegações de assédio sexual poderiam atrasar a oferta pública inicial e a marca da empresa.
Em 13 de Junho de 2017, Kalanick pede um afastamento indefinido da empresa. Em 20 de Junho de 2017, após múltiplos pedidos de investidores, Kalanick renuncia ao cargo de diretor executivo.

### Ripley
Em janeiro de 2018 foi descoberto que a empresa criou um software que bloqueia o acesso às informações em dispositivos eletrônicos da empresa, além de trocar as senhas que seriam utilizadas pelos motoristas, a fim de esconder dados em eventuais investigações.

## Uber Eats
O Uber Eats é um aplicativo autônomo, e também o primeiro da empresa após o tradicional do Uber. Disponível na App Store e na Google Play, o serviço de entrega de comida é disponibilizado em algumas cidades selecionadas pela empresa, com presença em todos continentes. Nova York é a maior delas, sendo seguida por Los Angeles, Chicago, Austin, Washington, San Francisco, Atlanta, Houston, Seattle e Dalas. Com o aplicativo dedicado ao serviço, os usuários tem uma lista com uma série de restaurantes locais que fazem parte do programa, e a comida é entregue por um motorista tradicional da Uber ou por motoboys cadastrados na plataforma Uber apenas para essa especifica função.

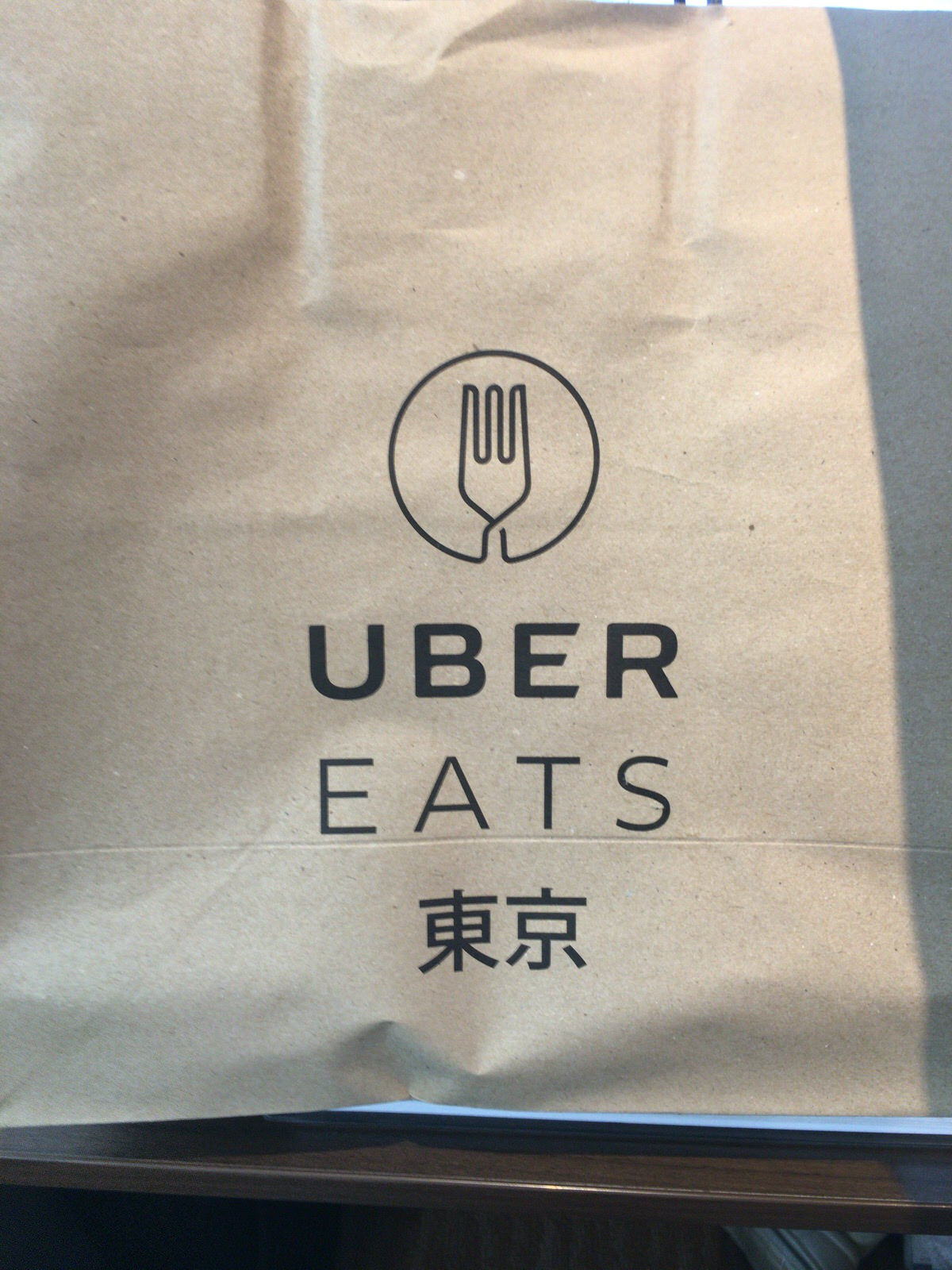
Sacola tradicional de entrega do Uber Eats no Japão

A empresa lançou o Uber Eats em São Paulo no dia 13 de Dezembro de 2016. Inicialmente disponível somente lá e assim mesmo em bairros específicos, aumentando gradativamente a sua área de atuação nos próximos meses. Em Setembro de 2017, chegou em Porto Alegre. Em Portugal, a UberEats começou a responder a pedidos na zona da baixa de Lisboa em novembro de 2017, com a promessa de se alastrar a mais zonas nas semanas seguintes.
Esta não é a primeira vez que a empresa investe em um serviço diferente do comum, e também não é a primeira empresa a ter esta ideia. Mas, a Uber utilizará seus motoristas tradicionais para fazer as entregas, ou seja, os mesmos que também transportam as pessoas, o que pode ser uma grande vantagem em relação à concorrência.
Em junho de 2020, a Uber Eats continuo com a expansão em Portugal e lançou o serviço em Santa Maria da Feira, Espinho, Ponta Delgada, Caldas da Rainha e Marinha Grande.

## Prêmios
- Prêmio iBest 2022 — Uber recebeu o TOP3 na categoria Economia Colaborativa pelo Júri Popular.[73]
- Prêmio iBest 2022 — Uber venceu o Prêmio iBest na categoria Mobilidade pelo Júri academia.[74]